# ドリース・サディキ
ドリース・サディキ（Dries Saddiki、1996年8月9日 - ）は、オランダ・フェンロー出身のサッカー選手。ウム・サラルSC所属。ポジションはMF。

## クラブ経歴
2013-14シーズン、SCイレーンというアマチュアクラブでサッカーを始めると、その活躍からフォルトゥナ・シッタートがサディキを獲得した。加入4年目にして定位置を掴むと、チームのエールステ・ディヴィジ優勝に貢献した。優勝後、フォルトゥナ・シッタートと契約を延長せず、フリー移籍でヴィレムIIに加入した。
2022年6月27日、ウム・サラルSCに移籍した。

## 個人成績
2019-20シーズン終了時点
| クラブ                   | シーズン     | リーグ戦         | リーグ戦 | リーグ戦 | カップ戦 | カップ戦 | 合計 | 合計 |
| クラブ                   | シーズン     | ディヴィジョン   | 試合     | 得点     | 試合     | 得点     | 試合 | 得点 |
| ------------------------ | ------------ | ---------------- | -------- | -------- | -------- | -------- | ---- | ---- |
| フォルトゥナ・シッタート | 2014-15      | エールステ       | 1        | 0        | 0        | 0        | 1    | 0    |
| フォルトゥナ・シッタート | 2015-16      | エールステ       | 24       | 0        | 1        | 0        | 25   | 0    |
| フォルトゥナ・シッタート | 2016-17      | エールステ       | 18       | 1        | 0        | 0        | 18   | 1    |
| フォルトゥナ・シッタート | 2017-18      | エールステ       | 36       | 1        | 3        | 0        | 39   | 1    |
| フォルトゥナ・シッタート | クラブ通算   | クラブ通算       | 79       | 2        | 4        | 0        | 83   | 2    |
| ヴィレムII               | 2018-19      | エールディヴィジ | 21       | 1        | 1        | 0        | 22   | 1    |
| ヴィレムII               | 2019-20      | エールディヴィジ | 4        | 0        | 0        | 0        | 4    | 0    |
| ヴィレムII               | クラブ通算   | クラブ通算       | 25       | 1        | 1        | 0        | 26   | 1    |
| キャリア通算             | キャリア通算 | キャリア通算     | 104      | 3        | 5        | 0        | 109  | 3    |

## タイトル

### クラブ
フォルトゥナ・シッタート
- エールステ・ディヴィジ : 1回 (2017-18)